# Feinmotorik

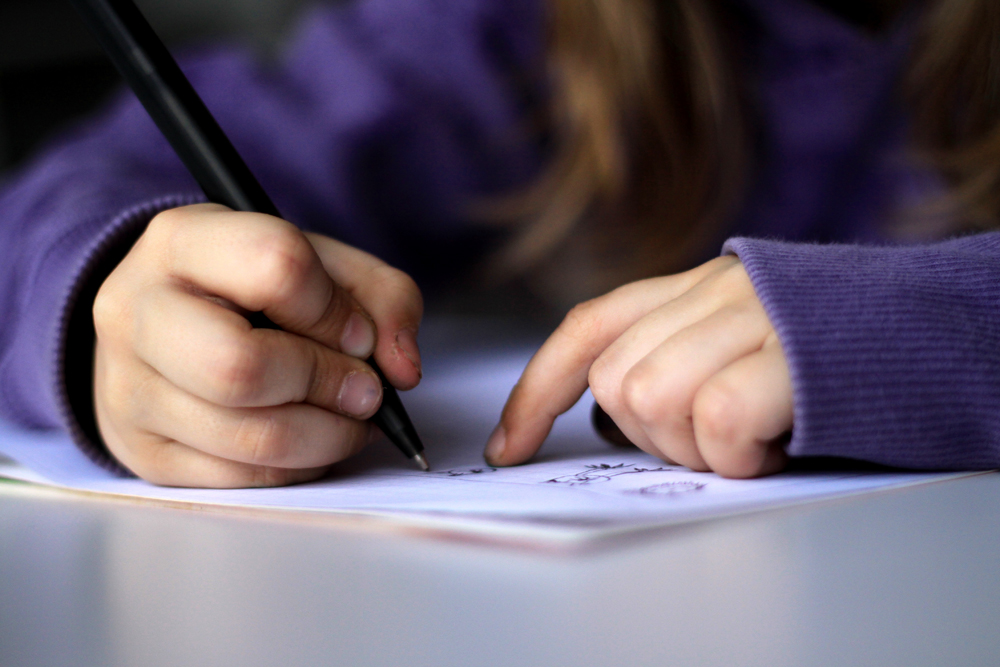
Manuelles Schreiben ist eine anspruchsvolle feinmotorische Tätigkeit

Unter Feinmotorik wird eine durch bestimmte neurologische Untersuchungstechniken nachprüfbare Willkürmotorik verstanden. Es handelt sich dabei um entwicklungsgeschichtlich ausgereifte Bewegungsabläufe isolierter Muskelgruppen im Gegensatz zu sogenannten undifferenzierten, grobmotorischen Synergien. Nach dem biogenetischen Grundgesetz sei vor allem bei Kindern auf die Entwicklung feinmotorischer Fähigkeiten zu achten.
Die Feinmotorik kann als Teil der Geschicklichkeit und der Körperbeherrschung verstanden werden, wobei letzterer Begriff eher im Zusammenhang mit dem Gleichgewicht oder der Bewegung des gesamten Körpers verstanden wird, als mit Bewegungsabläufen, die bei ansonsten ruhendem Körper ausgeführt werden.

## Untersuchungstechniken
Zu den speziellen feinmotorischen Untersuchungstechniken der Motorik zählt die Prüfung der Diadochokinese. Dabei kann es zu Verlangsamung oder Ausfall oder zur Störung der seitengleichen und synchronen Ausführung von antagonistischen Bewegungen (etwa der rechten und linken Hand) kommen. Der deutsche Psychiater Hans-Joachim Haase (1922–1997) hat sich eingehend mit feinmotorischen Studien beschäftigt und infolgedessen einen Handschrifttest entwickelt.(a) (a) Dies geschah wegen sehr unterschiedlicher individueller Dispositionen zu erwünschten und unerwünschten Wirkungen bei der Behandlung von Patienten mit Psychopharmaka, speziell mit Neuroleptika. Das individuelle Ansprechen auf diese Mittel bzw. die Bereitschaft, mit prinzipiell unerwünschten Nebenwirkungen auf die Verabreichung von Neuroleptika zu reagieren, schwankt um das 1- bis 15fache einer bestimmten Mindestdosis, die überhaupt Reaktionen hervorruft.(b) (b) Es ergab sich daher die Notwendigkeit, diese Mittel einschleichend zu dosieren, d. h. in langsam ansteigender Dosierung zu verabreichen. Auf diese Weise sollten Überdosierungen und insbesondere irreversible Langzeitnebenwirkungen vermieden werden. Haase und mit ihm andere Autoren behaupteten, dass die antipsychotische und feinmotorisch leichtgradig einschränkende Wirkung (Hypokinesie) von Neuroleptika miteinander notwendigerweise korrelieren.(c) Dies wurde jedoch schon immer als zweifelhaft angesehen. Rudolf Degkwitz (1920–1990) äußert Bedenken, die antipsychotische Wirksamkeit der Medikamente auf deren extrapyramidal-motorische Komponente zu verengen, was dem Begriff der Neurolepsie widerspreche.(c) Zweifel erschienen in besonderer Weise angebracht, nachdem sogenannte atypische Neuroleptika entwickelt worden waren, die nur geringe extrapyramidale Nebenwirkungen zeigten. Dennoch ist die vorsichtige Dosierung zur Vermeidung von Spätdyskinesien allgemein anerkannt.(d)

## Kälte
Kälte kann die Feinmotorik beträchtlich beeinträchtigen, weil sie die Funktionsweise der Muskeln, Nerven und die Durchblutung beeinflussen.
Das Muskelzittern ist für das Erwärmen der Muskeln da, erschwert jedoch ebenfalls ruhige und genaue Bewegungen der Finger.
Kälte verlangsamt die Übertragung der Nervenimpulse. Da die Nerven Signale vom Gehirn zu den Muskeln senden, kann das zu einer Verzögerung oder Ungenauigkeit bei den Bewegungen führen. Die Muskeln reagieren deshalb langsamer, was feinmotorische Aufgaben erschwert.
Kälte verursacht eine Versteifung der Muskeln und Gelenke. Das bedeutet, dass es schwieriger wird, die Finger und Hände präzise zu bewegen. Bewegungen fühlen sich unflexibel an, was dazu führt, dass feinmotorische Aufgaben wie das Schreiben oder das Halten kleiner Gegenstände schwieriger und ungenauer werden.
Bei kalten Verhältnissen zieht sich die Haut zusammen, um die Wärme im Körper zu behalten. Dies reduziert die Durchblutung in den Extremitäten (Händen und Fingern). Weniger Blut bedeutet, dass weniger Sauerstoff und weniger Nährstoffe zu den Muskeln und Nerven gelangen, was die Feinmotorik negativ beeinflusst. Das führt häufig zu einem Taubheitsgefühl oder Kribbeln, welches präzise Bewegungen schwieriger macht.
Kälte reduziert das Tastempfinden in den Händen und Fingern, da die Nerven weniger empfindlich auf Berührungsreize reagieren. Wenn man weniger spürt, wird es schwieriger, den Druck richtig einzuschätzen oder sicher nach kleinen Objekte zu greifen.